# Velibor Vasović
Velibor Vasović (en serbio cirílico: Велибор Васовић; 3 de octubre de 1939 - 4 de marzo de 2002) fue un futbolista y entrenador serbio, legendario jugador del Partizan y uno de los grandes defensas de su generación. Vasović destacó como líbero, pero también podía actuar como centrocampista. En 1963 protagonizó uno de los fichajes más polémicos de la historia del fútbol serbio al fichar por el Estrella Roja procedente del Partizan. Fue internacional con la selección de Yugoslavia.

## Biografía
Nacido en Požarevac, en vísperas de la Segunda Guerra Mundial, de padres procedentes de Montenegro; Živojin Vasović, empleado de oficina de impuestos, y Jelka Laušević, ama de casa. El joven Velibor fue el noveno hijo de la familia. Tuvo cuatro hermanos mayores y tres hermanas mayores, mientras que otra de sus hermanas murió antes de nacer. Con la invasión nazi y posterior desmembramiento del reino de Yugoslavia en abril de 1941, el padre de Vasović fue tomado prisionero por los alemanes y pasó cuatro años en cautiverio, mientras que sus hermanos mayores se unieron al movimiento de resistencia partisana.
Velibor completó la educación primaria en su ciudad natal antes de trasladarse a la capital, Belgrado, junto con toda su familia por cortesía de su tío materno David Laušević que, mientras tanto, se elevó a alto cargo de la Administración de Seguridad del Estado (UDBA). Vasović comenzó sus estudios secundarios al inscribirse en el Primer Gymnasium de Belgrado.

## Trayectoria

### FK Partizan
En 1955, el joven Vasović fue descubierto por Florijan Matekalo, entrenador juvenil del FK Partizan, y a los 15 años de edad Vasović se unió a la academia del Partizan, uniéndose a otros jugadores talentosos como el lateral derecho Fahrudin Jusufi y el centrocampista Vladica Kovačević, fichados desde Prilep y Ivanjica, respectivamente. Otros ya estaban en el equipo juvenil, como los hermanos gemelos Srđan y Zvezdan Čebinac o Branko Pejović. Toda esta generación de talentos llegó a ser conocido como los "Bebés de Matekalo".
En junio de 1958, a los 18 años de edad Vasović ascendió al primer equipo. Pasó cinco temporadas en el FK Partizan (junio de 1958 a junio de 1963), antes del polémico fichaje por sus archirrivales del Estrella Roja de Belgrado durante el verano de 1963.

### Estrella Roja
En verano de 1963, Vasović, de 23 años de edad, venía de otra temporada estelar con el Partizan en la que contribuyó en gran medida a ganar su tercer título de liga consecutivo con los crno-beli (negros y blancos). Sin embargo, su contrato con el Partizan iba a expirar. En una entrevista de 1986 para la revista Duga, Vasović recordó cómo se produjo su fichaje por el Estrella Roja:

Tanto mi contrato como el de Jusufi finalizaba en verano de 1963. Y además de ser jugadores clave del equipo del Partizan ambos éramos también destacados jugadores del equipo nacional. Mi tío, David Laušević, era miembro de la junta del Partizan, por lo que los genios del club pensaron: «Mejor nos gastamos todo el dinero en Jusufi para impedirle salir, porque Vasović se va a quedar de todas maneras al estar su tío aquí y se ocupará de ello». Por supuesto que no tenía esa intención, así que me marché al otro lado de la ciudad para hablar con el director técnico del Estrella Roja, Aca Obradović, y le dije: «Señor Obradović, si el Estrella Roja tiene suficiente dinero para ficharme me gustaría unirme a ustedes». Así que se buscaron en su fondo de emergencias y pagaron. Una vez que las personas del Partizan se enteraron se quedaron atónitos. El presidente del club, el general del JNA Ilija Radaković, aprobó inmediatamente el pago de la cantidad del Estrella Roja, que era el doble de lo que me pagaba el Partizan. Mi teléfono sonaba sin parar, me enviaban cartas, los aficionados organizaron protestas... También recibí amenazas. A día de hoy aún mantengo la carta que un oficial del JNA me dio en la que amenazaba con matarme durante un partido con un rifle de francotirador y que, literalmente, firmó con su nombre completo, dirección y número de teléfono.

Vasović habría recibido YUD5 millones (lo suficiente para comprarse dos vehículos Mercedes en ese momento) por parte del Estrella Roja. Al inicio de la nueva temporada de liga, Vasović lideró la defensa del Estrella Roja junto a Milan Čop y Vojkan Melić. Su primer partido oficial con la camiseta del Estrella Roja fue también la gran inauguración del parcialmente terminado nuevo estadio Marakana, en el que los crveno-beli (rojiblancos) vencieron al NK Rijeka por 2-1. El equipo llegó fácilmente al parón invernal con una ventaja de cinco puntos sobre el segundo, mientras que el vigente campeón, el Partizan, quedaba muy a la zaga.
Durante las vacaciones de invierno Vasović se involucró en otro polémico episodio del fichaje. El presidente del Partizan, Ilija Radaković, convenció al jugador de volver al Partizan por aún más dinero del que el Estrella Roja le dio. Vasović aceptó, pero tenía contrato con el Estrella Roja y su gran rival no quiso firmar el fichaje a pesar de haber ofrecido algo de dinero en concepto de traspaso. Vasović recurrió incluso a entrenarse, de manera unilateral, con su antiguo club.
Con el reinicio de la liga tras el parón invernal, Vasović estaba en un limbo legal, fuera de la alineación del Estrella Roja aunque seguía teniendo su sueldo pagado por el club. Después de varios meses de estar fuera, Vasović logró que el vicepresidente del Partizan, Čeda Džomba, consiguiese una reunión con la máxima autoridad política de la República Socialista Serbia en ese momento, el secretario de Gobernación federal Aleksandar Ranković, para que finalmente resolviese la situación. Vasović llegó a la reunión a través de canales privados, como su amigo y compañero de equipo Zvezdan Čebinac, que era un antiguo compañero de colegio del hijo de Ranković y consiguió una reunión de 45 minutos en el edificio SIV de Nueva Belgrado, donde nada concreto se le prometió. Varios meses después, el director técnico del Estrella Roja, Obradović, accedió a que Vasović regresara al Partizan a cambio de que Zvezdan Čebinac llegase al equipo rojiblanco.

### FK Partizan
Vasović logró tanto el dinero que reclamaba como sus deseos de volver a su antiguo club, pero muchos aficionados, jugadores y directivos del Partizan no le dieron la bienvenida con los brazos abiertos. Algunos de sus compañeros jugadores vieron su caso como un truco de chantaje, lo que provocó una situación tensa en el vestuario. Además, su regreso tuvo lugar en el contexto de las disputas internas dentro del consejo de administración del club, específicamente entre el presidente Radaković y secretario general Mirko Nenezić que actuó como sustituto de su hermano, el poderoso general del JNA Radojica Nenezić.
La temporada 1964-65 comenzó con un nuevo entrenador, Aleksandar Atanacković, y el Partizan lideró la liga, pero con cada semana que pasaba el consejo de administración estaba más afectado por las malas relaciones de los jugadores. En diciembre de 1964, antes del último partido de liga antes del parón de invierno, surgieron claramente dentro del equipo dos bandos opuestos: un grupo de apoyo a secretario general disidente Nenezić, dirigido por Jusufi y que también incluía a Milan Galić, Radoslav Bečejac, Joakim Vislavski, y el entrenador Atanacković; mientras que el otro era el grupo de apoyo al presidente Radaković, liderado por Vasović con apoyos de Vladica Kovačević, Zoran Miladinović y varios jugadores de la cantera. El resto de jugadores Milutin Šoškić, Ivan Ćurković, Josip Pirmajer y Branko Rašović se mantuvieron neutrales. El grupo disidente incluso recurrió a iniciar un motín, al negarse a viajar a Skopje para el partido final de la primera mitad de la temporada frente al FK Vardar. Al ver que se estaban perdiendo la mitad de su equipo junto con el entrenador Atanacković, el presidente Radaković entregó las riendas como entrenador a Mile Kos para este partido. En circunstancias difíciles, Kos logró juntar once jugadores y el Partizan logró conservar el primer puesto de la liga.
Al día siguiente, después de la debacle de Skopje, el entrenador Atanacković fue relevado de sus funciones, pues las dos facciones prepararon el enfrentamiento final de la asamblea general del club prevista para enero de 1965 en la Facultad de Derecho de la Universidad de Belgrado. La asamblea pudo ver la composición de los dos grupos de jugadores. Aun así, el caso llegó incluso a las altas esferas del poder en Yugoslavia, con el general Ivan Gošnjak, informando directamente al mariscal Tito, quien se dio cuenta de que sus compañeros generales del Ejército Popular Yugoslavo causaban problemas en la dirección del Partizan. Cuando Tito se enteró de la situación ordenó medidas contra cada oficial del consejo de administración del club implicado e hizo que fuesen reasignados a otra ubicación. El general Radaković fue enviado a la República Socialista de Eslovenia, mientras que el general Radojica Nenezić quedó asignado en Skopje. Vladimir Dujić, un civil, se convirtió en el nuevo presidente del club. Los deberes de entrenador en jefe fueron entregados a Marko Valok.
En cambio, gran parte de todos estos jugadores, dirigidos por el entrenador Abdulah Gegić, firmaron una de las mejores temporadas de la historia del Partizan, al llevar al club, por primera vez para él y un equipo yugoslavo, a una final de competición europea. Su rival fue el Real Madrid en la Copa de Europa. Velibor Vasović, capitán y eje de la defensa, adelantó a los serbios con un gol a los 55 minutos, pero los españoles terminaron remontando el partido y logrando la sexta Copa de Europa de los blancos.

### Ajax
Vasović firmó con el Ajax de Ámsterdam tras la final ante el Real Madrid. Con los holandeses alcanzó otras dos finales de la máxima competición europea. La primera fue en 1969, pero el Ajax cayó derrotado 4-1 ante el AC Milan, en la que Vasović volvió a ser el autor del único gol de su equipo, al marcar desde el punto de penalti. Dos años después lideró el Ajax como capitán a una victoria de 2-0 sobre el Panathinaikos en la final de la Copa de Europa en 1971.
En total, jugó cinco temporadas para los gigantes holandeses (1966-1971) y fue el primer capitán extranjero en la historia del club. Tras proclamarse campeón de Europa en 1971 dejó su carrera como futbolista por problemas de asma.

## Palmarés

### Como jugador
Partizan Belgrado (1958–1963, 1964–1966)
- Primera Liga de Yugoslavia
  - Campeón (4): 1960–61, 1961–62, 1962–63, 1964–65

 Estrella Roja (1963–1964)
- Primera Liga de Yugoslavia
  - Campeón (1): 1963–64

 Ajax Ámsterdam (1966–1971)
- Eredivisie
  - Campeón (3): 1966–67, 1967–68, 1969–70
- Copa KNVB
  - Campeón (3): 1966–67, 1969–70, 1970–71
- Copa de Europa
  - Winner (1): 1970–71

### Como entrenador
Estrella Roja (1986–1988)
- Primera Liga de Yugoslavia
  - Campeón (1): 1987–88